# The Munsters' Revenge
The Munsters' Revenge is een Amerikaanse televisiefilm uit 1981 gebaseerd op de sitcom The Munsters. De film werd geregisseerd door Don Weis. Acteurs Fred Gwynne, Yvonne DeCarlo, en Al Lewis werkten wederom mee aan deze film. Marilyn Munster werd gespeeld door nieuwkomer Jo McDonnell, en Eddie door K.C. Martel

## Verhaal
Aan het begin van de film bezoekt de Munsterfamilie een wassenbeeldenmuseum waar ze beelden van zichzelf aantreffen.
Wat ze niet weten is dat deze beelden niet gewoon wassen beelden zijn, maar plastic robots gemaakt door de corrupte museumeigenaar. Hij laat de robots een aantal misdaden plegen waaronder een bankroof. Uiteraard worden de Munters verdacht en gearresteerd.
Herman en Opa weten uit handen van de politie te blijven, en hun naam te zuiveren voordat het jaarlijkse halloweenfeest van de Munsters aanbreekt.
De film toont ook een paar nieuwe familieleden van de Munsters, zoals het Spook van de Opera.

## Rplverdeling
| Acteur          | Personage          |
| --------------- | ------------------ |
| Fred Gwynne     | Herman Munster     |
| Yvonne De Carlo | Lily Munster       |
| Al Lewis        | Opa Munster        |
| K.C. Martel     | Eddie Munster      |
| Jo McDonnell    | Marilyn Munster    |
| Sid Caesar      | Dustin Diablo      |
| Bob Hastings    | Spook van de Opera |
| Herb Voland     | Chief Boyle        |
| Peter Fox       | Glen               |
| Howard Morris   | Igor               |

## Trivia
- Net als de animatiespecial The Mini Munsters was deze televisiefilm bedoeld als pilotaflevering voor een nieuwe serie. Ook deze serie ging niet door.